# عمرو بن قميئة
عمرو بن قَمِيئَة بن سعد بن مالك بن ضبيعة بن قيس بن ثعلبة (179 ق هـ-85 ق هـ/448-540 م؛ يرد اسمه أحيانًا عمرو بن قميئة بن ذريح بن سعد بن مالك الثعلبي البكري الوائلي النزاري) هو شاعر جاهلي كبير معمر، مجيد مقل، مختار الشعر على قلته. نشأ يتيما وأقام في الحيرة مدة. يقال أن امرأ القيس نزل ببكر بن وائل وقال: هل فيكم من يقول الشعر؟ قالوا: شيخ كبير قد خلا من عمره وأتوه بعمرو بن قميئة فلما أنشده شعره أعجب به فاستصحبه وكان معه إلى الروم. يعتقد أن عمرا بن قميئة هلك في سفر امرئ القيس إلى قيصر الروم فأصبح يقال له «الضائع».
وهو المراد بقول امرئ القيس: «بكى صاحبي لما رأى الدرب دونه... إلخ».

## وصلات خارجية
- بوابة الشعراء: ديوان عمرو بن قميئة.